# Friedrich Brandseph

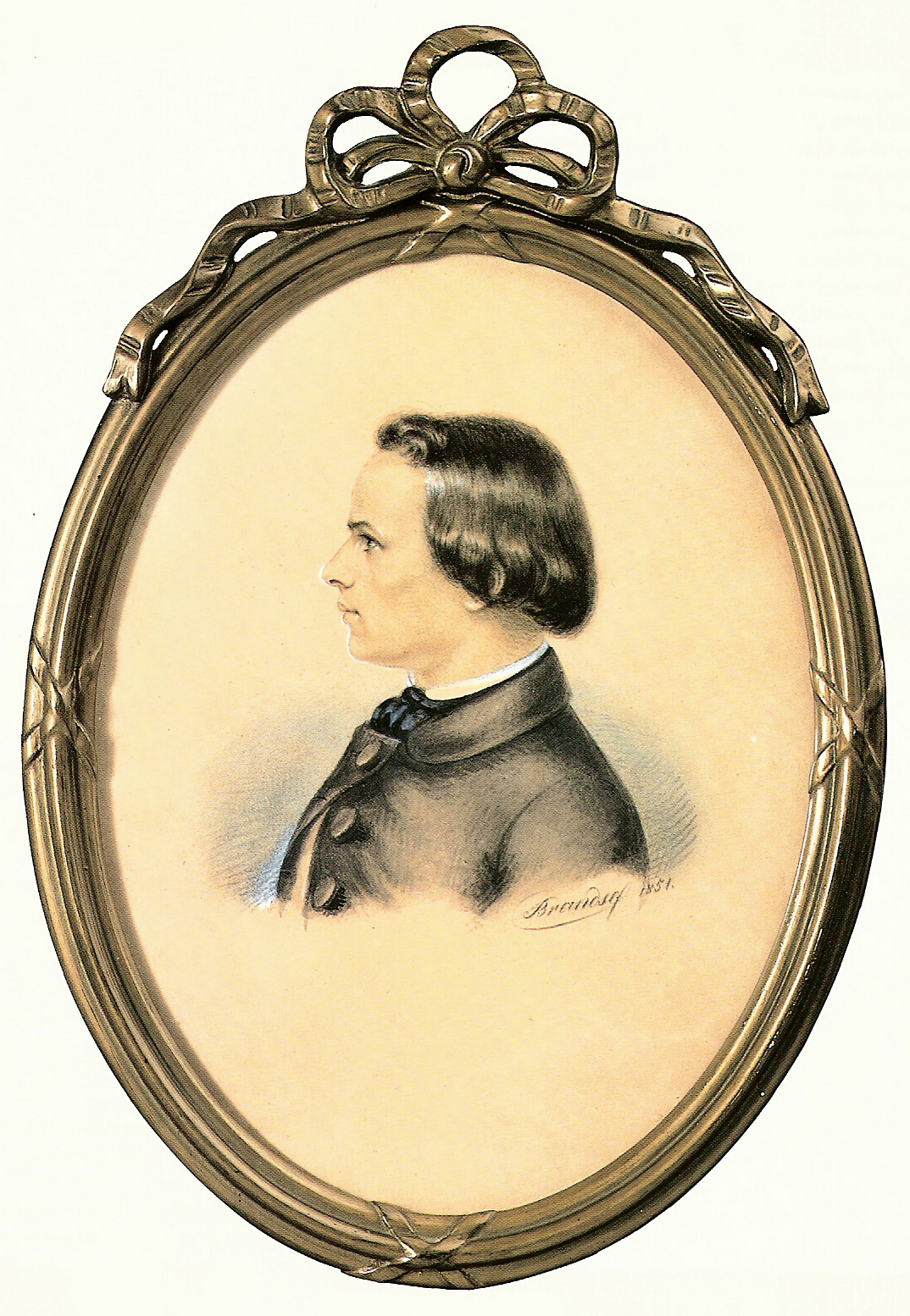
Friedrich Brandseph: Selbstbildnis (kolorierte Bleistiftzeichnung, 1851)

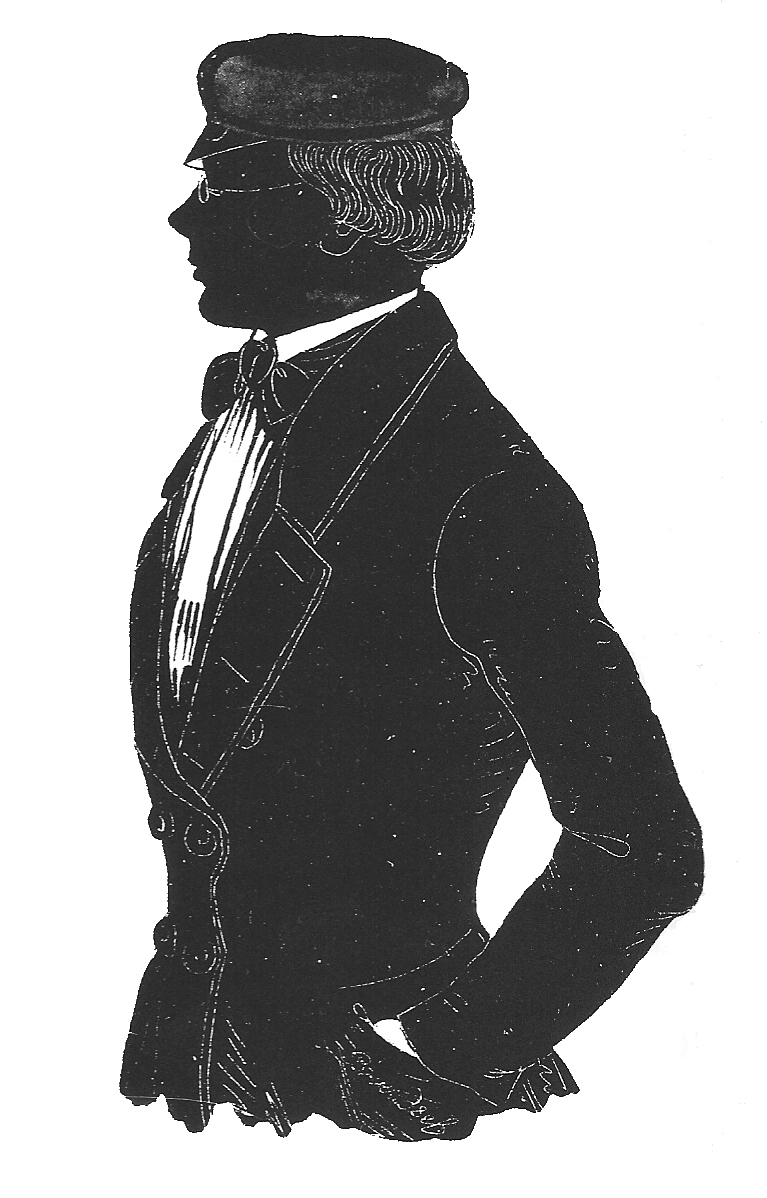
Friedrich Brandseph: Unbekannter Student (Silhouette, Tuschezeichnung, 1. April 1848)

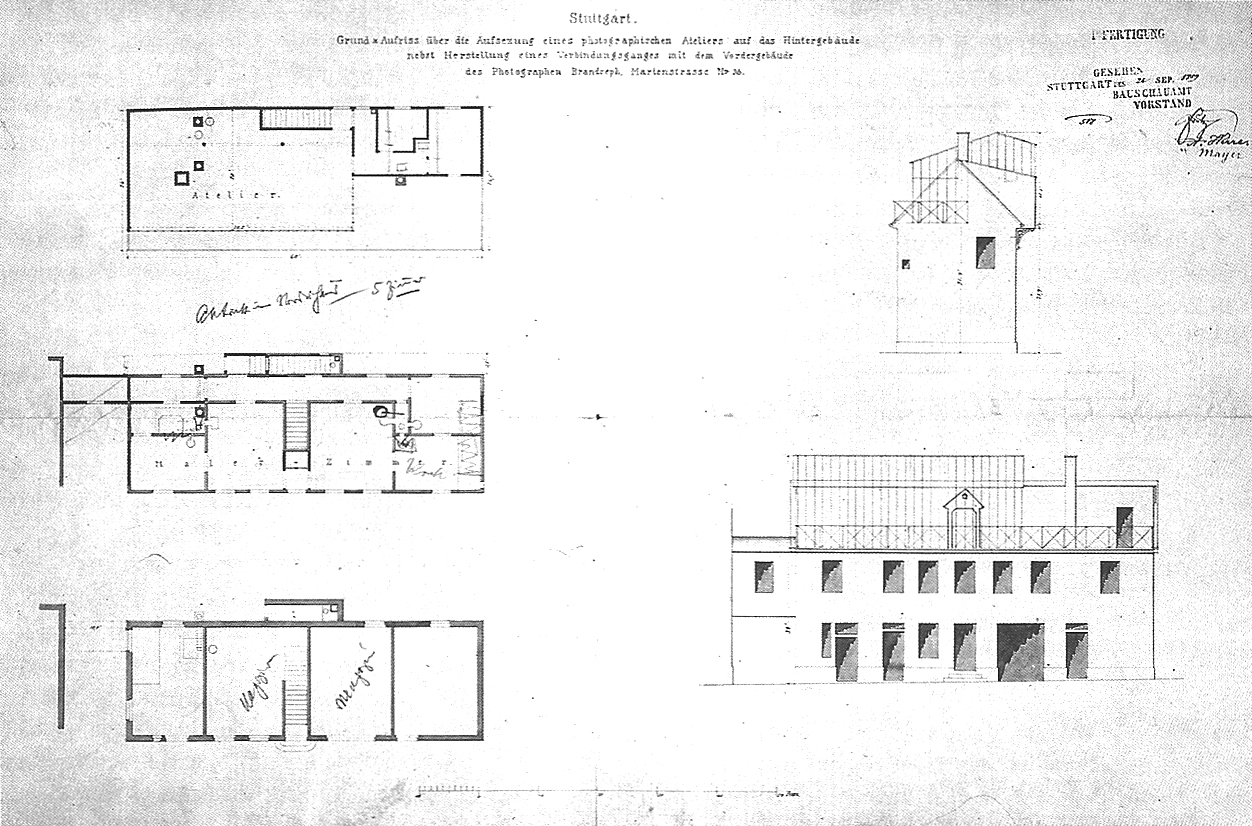
Grundriss, Front- und Seitenansicht des Hauses Marienstraße 36 für die Umbauarbeiten von 1859

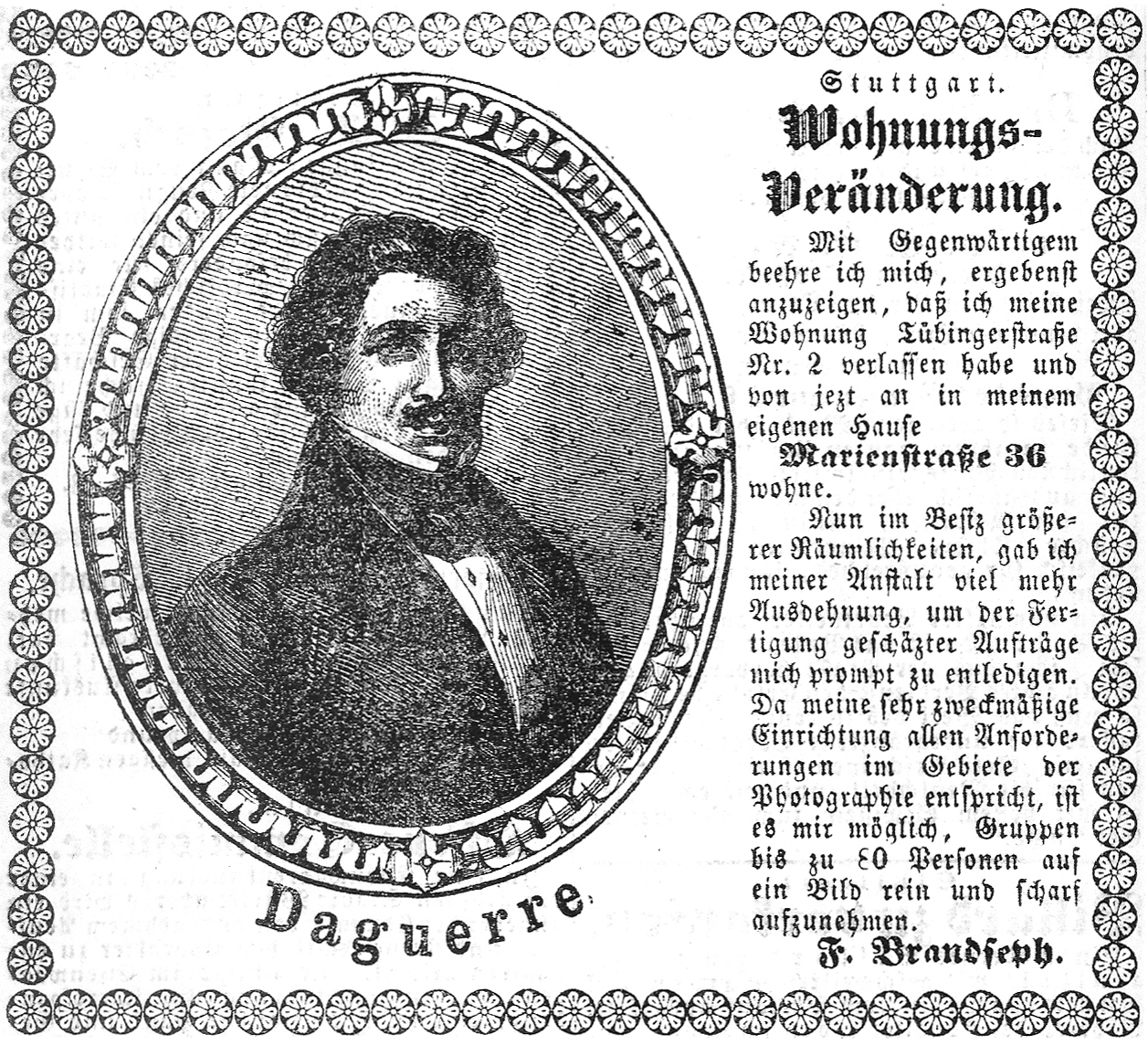
Anzeige aus der „Schwäbischen Chronik“ vom 10. Februar 1860, die den Umzug in die Marienstraße 36 verkündet

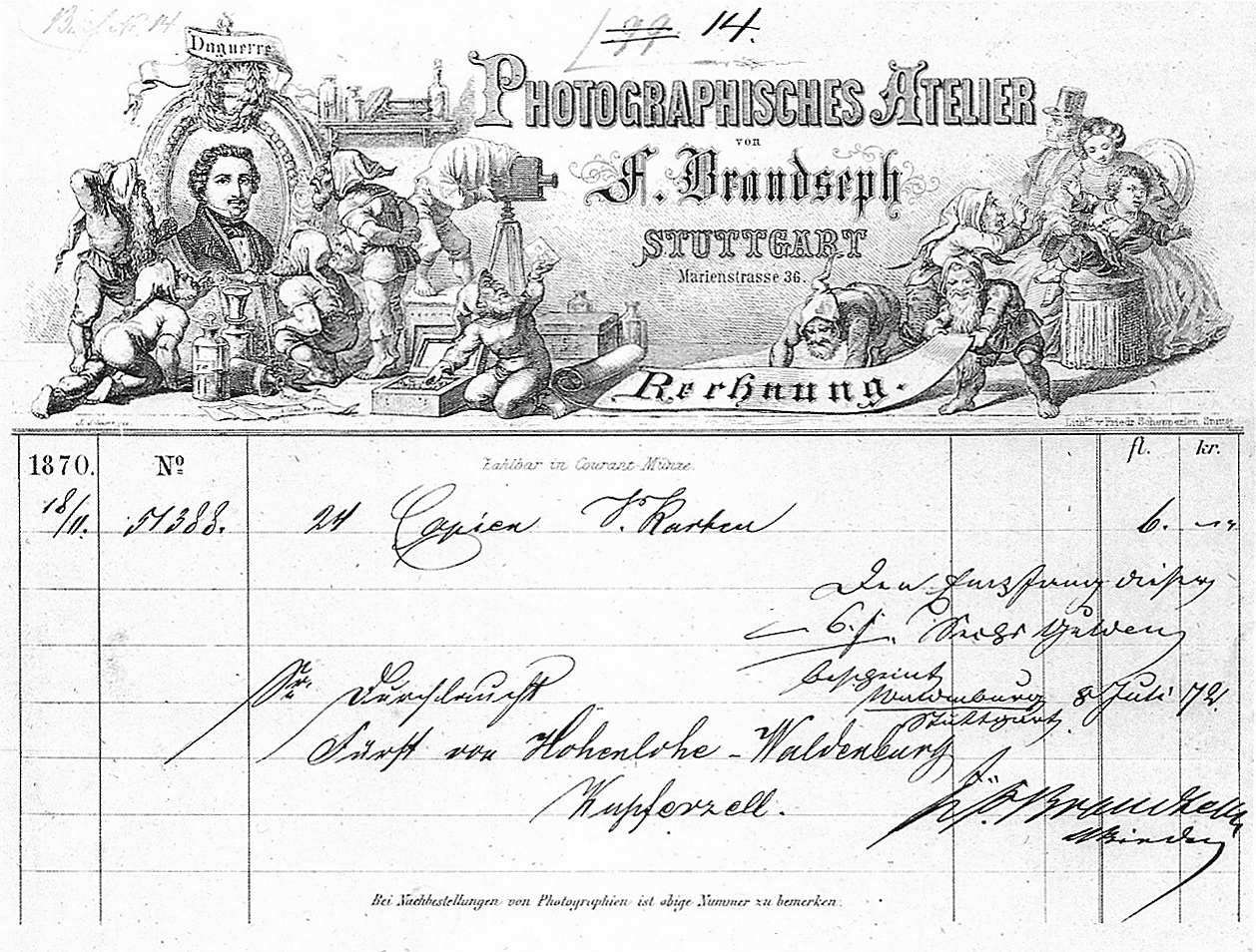
Rechnung an „Fürst Hohenlohe-Waldenburg-Kupferzell“ über 24 Kopien V. Karten = Carte de visites für 6 fl

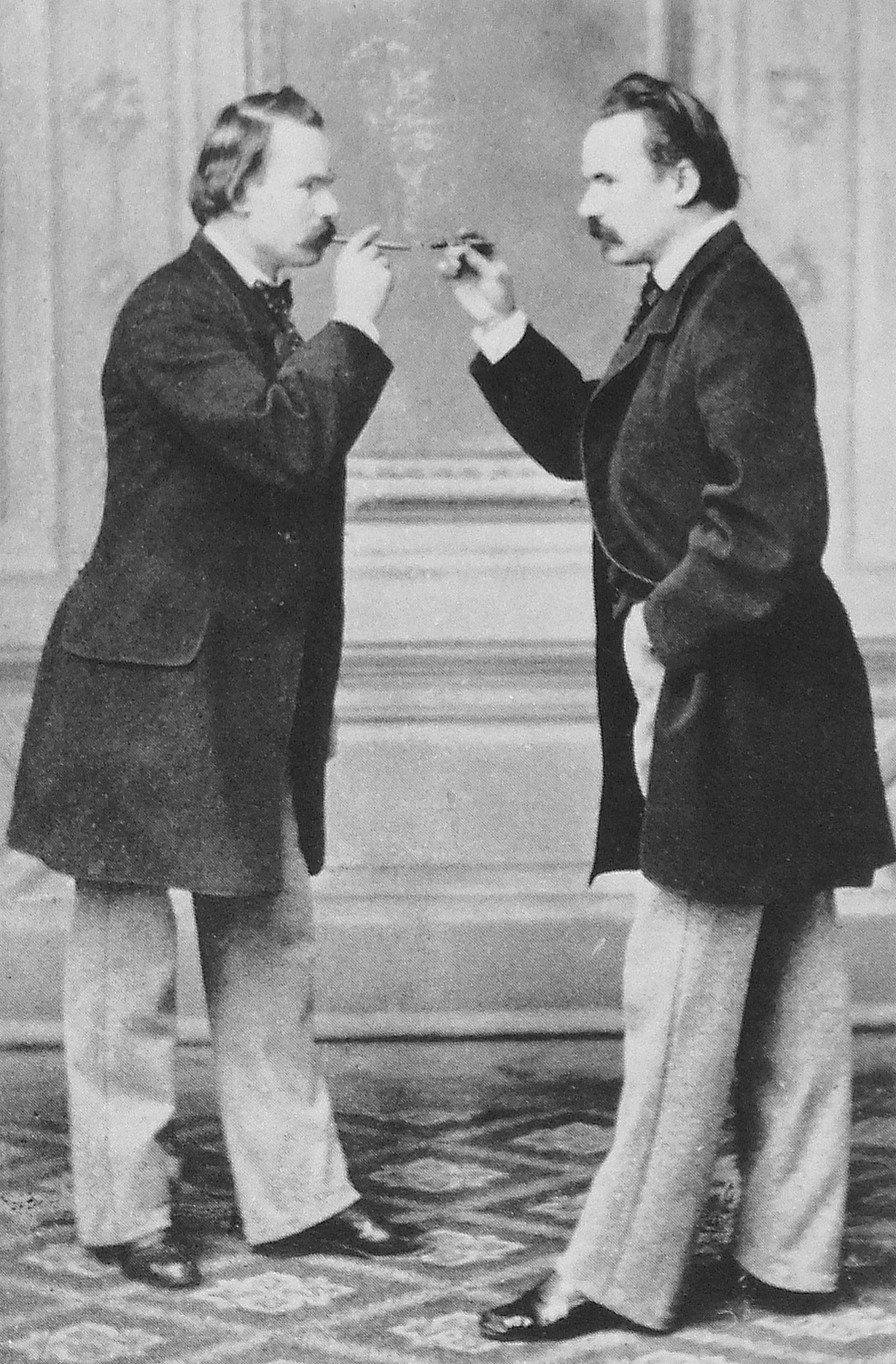
Friedrich Brandseph reicht Friedrich Brandseph Feuer, eine Doppelgänger-Trickaufnahme um 1868 entstanden, bei genauem Hinschauen sieht man in der Bildmitte die Verbindung zweier Fotos, deren Schnittstelle mit Rauch etwas retuschiert wurde

Friedrich Brandseph (geboren als Georg Friedrich Brandsef, offiziell seit 1863 Georg Friedrich Brandseph, * 2. Mai 1826 in Obertürkheim; † 24. November 1915 in Kennenburg bei Eßlingen am Neckar) war ein deutscher Silhouetteur, Maler, Lithograph und ab 1854 Fotograf. In der zweiten Hälfte des 19. Jahrhunderts war sein Fotoatelier das größte und erfolgreichste in Stuttgart und war weit über Württemberg hinaus bekannt; Brandseph beschäftigte dort zeitweise 25 bis 40 Mitarbeiter. Er war der Vater des Fotografen Hermann Brandseph.

## Leben

### Jugend
Friedrich Brandseph war ein uneheliches Kind der Friederike Brandsef und des Tuchmachers Anton Schneider. Seine Eltern heirateten erst 1846, weshalb Brandseph den Mädchennamen seiner Mutter beibehielt. Vermutlich 1840 begann Brandseph seine Lithographenlehre in Esslingen oder Stuttgart. Nach deren Abschluss, wohl 1844, unternahm er die übliche mehrjährige Wanderung. Er beschäftigte sich in dieser Zeit mit Zeichnen und Malen „unterschiedlicher Gegenstände“. Es ist wahrscheinlich, dass er in dieser Zeit unter anderem in Paris war und Louis Daguerre kennenlernte. Es ist sicher, dass er bereits in dieser Zeit mit der Daguerreotypie zu tun hatte, doch, vermutlich aufgrund der technischen Schwierigkeiten, davon nicht besonders angetan war.
Spätestens 1849 ließ sich Brandseph in Stuttgart, am Marktplatz 5, als Silhouetteur und Maler nieder. Er pflegte auch Kontakt zu dem Daguerreotypisten Carl Reutlinger, der sich damals in Stuttgart aufhielt, und kannte vermutlich auch die beiden Stuttgarter Daguerreotypisten Israel Käser und Carl Dihm. Intensiver mit der Fotografie beschäftigte sich Brandseph erst seit 1852, als die Daguerreotypie vom technisch einfacheren nassen Kollodium-Verfahren abgelöst wurde.
Aus unbekanntem Grund reiste er im Januar 1853 über Leipzig nach Hamburg, wo er am 5. Februar 1853 im „Hotel zum weißen Schwan“ unter dem Namen „Brandsef“ abstieg. Er versuchte, sich als Silhouetteur niederzulassen. Aus Hamburg reiste er schon am 16. März 1853, wiederum über Leipzig, nach Stuttgart zurück – noch vor Ablauf der bis zum 6. April 1853 erteilten Aufenthaltsbewilligung, also ähnlich überraschend, wie er hingefahren war.

### Heirat, Anfang des professionellen Umgangs mit Fotografie
Am 16. August 1853 heiratete Brandseph Karoline Louise Richter. 1857 gebar sie den Sohn Hermann. 1860 folgte Gustav Brandseph, der später ebenfalls in der Fotobranche, allerdings eher als Geschäftsführer und nicht als Fotograf, tätig war.
Erst seit dieser Zeit – offenbar um sich besseren Verdienst auf Dauer zu sichern – wandte sich Friedrich Brandseph endgültig der Fotografie zu. Als „Photograph“ bezeichnete er sich erst in einer Anzeige vom 9. Juli 1854. Um neueste Entwicklungen in der Fotografie kennenzulernen, reiste er – wohl 1855 – nach Paris und wahrscheinlich auch nach München.
Seit dem 16. November 1855 betrieb Brandseph in Stuttgart ein neues, größeres und speziell für Fotografie eingerichtetes Atelier in der Tübinger Straße 2A. Zu dieser Zeit war es das größte und modernste Fotoatelier in Stuttgart. Aus der Zeit dieses Ateliers stammen seine ersten erhaltenen Fotos; das älteste ist das Porträt des Missionars Jakob August Hausmeister (1806–1860) von 1858.
Brandseph stellte schon bald Mitarbeiter – Retuscheure und Fotografen – ein, die er überdurchschnittlich gut bezahlte. Er bildete als einer der ersten Fotografen erfolgreich Lehrlinge aus. Sein erster Lehrling war der mit dem ersten Preis bei der Lehrlingsausstellung ausgezeichnete Friedrich Bopp, der später ein erfolgreicher Fotograf in Österreich war. Zu seinen frühen Lehrlingen gehörte ferner der später in Tübingen erfolgreiche Paul Sinner.

### Marienstraße 36
Im Jahr 1859 erwarb Friedrich Brandseph das Haus in der Marienstraße 36. Brandseph ließ es entsprechend umbauen, insbesondere das hintere Gebäude, auf das ein großes Glasatelier – in dem Gruppen mit bis zu 80 Personen fotografiert werden konnten – aufgesetzt wurde. Nach Brandsephs Umzug wurde das neue Atelier am 10. Februar 1860 eröffnet. Dieses Atelier entwickelte sich innerhalb der über fünfzig Jahre seines Bestehens zur führenden Adresse seiner Branche in Württemberg. Brandseph setzte sich rasch von seinen Stuttgarter Mitbewerbern ab. 1865 war sein Gewerbesteueransatz (215 fl 18 kr) mit Abstand der größte aller Stuttgarter Fotografen. Bereits Ende Oktober 1861 stellte Friedrich Brandseph einen Antrag auf Genehmigung eines weiteren Ateliers, das im rechten Winkel an das schon vorhandene angrenzen sollte. Dafür wurde ein Holzstall abgerissen und ein massives Gebäude errichtet, auf dem ein zweites Glasatelier errichtet wurde, das im Februar 1864 eröffnet wurde. Dank dem zweiten Atelier konnten nicht nur größere Mengen von Kunden bedient, sondern auch ganzfigürliche Porträts in deutlich besserer Qualität gemacht werden.
Das Fotoatelier entwickelte sich zu einem Unternehmen, dessen Tätigkeit rasch um einen Bildverlag erweitert wurde. Der Verlag verkaufte über Buchhandlungen in ganz Württemberg Porträts bekannter Personen sowie Kunstreproduktionen. Brandseph war das größte Unternehmen dieser Art in Württemberg, doch im Vergleich mit international operierenden Firmen wie der von Franz Hanfstaengl aus München eher unbedeutend.
Die Anzahl seiner Mitarbeiter vergrößerte sich in den folgenden Jahren auf 25–40. Es waren außer Fotografen Maler, die überwiegend als Retuscheure arbeiteten, Laboranten und Büroangestellte. Manche von ihnen wurden auch durch eine spätere selbstständige Tätigkeit bekannt, etwa Louise Dihm und Hermann Roth (1847–1909). Zu seinen angestellten Fotografen, die auch anderweitig bekannt wurden,  gehörten: Robert Riedinger (1827–1867), Leonard Markus Meckes (1822–1914), Gottlieb Kaiser, Carl Friedrich Fischer (1827–1875), Julius Gustav Schönnagel (1841–1903), Christoph Friedrich Fink (1842–1877), Gebhard Giesinger und Josef Georg Giesinger (1842– ?). In den Jahren 1867–68 hatte Brandseph einen Associé namens Carl Binder.
Obwohl nie direkt in Tübingen tätig, war Brandseph eine ernstzunehmende Konkurrenz für die Tübinger Fotografen. Bereits seit dem Ende der 1850er Jahre besaß Brandseph – um Wünsche von Tübinger Kunden zu befriedigen – Hintergrundprospekte mit Tübinger Motiven (vgl. das Porträt von Mathilde Weber) und fertigte eine große Anzahl von Porträts der in Tübingen lebenden Personen an. So stammen die „Photographischen Bildnisse der Universitätslehrer“ im Album L XV 60.fol der Universitätsbibliothek Tübingen fast ausschließlich von Brandseph. Das verlegerisch tätige Unternehmen bot außerdem seit dem Anfang der 1860er Jahre Fotos bekannter Personen (auch ein Foto von Ludwig Uhland) zum Kauf über Tübinger Buchhandlungen an, allen voran über die Osiandersche Buchhandlung.
Außer der Porträtfotografie befasste sich Friedrich Brandseph mit der Architekturfotografie, doch maß er dieser Sparte keine große Bedeutung bei, weil sie sich nicht gut kommerziell nutzen ließ. So reichte er 1867 zur „Allgemeinen Pariser Ausstellung“ unter 11 Aufnahmen nur eine architektonische Aufnahme ein: Stuttgarter Schloßplatz im Jahr 1864. Aufnahmen aus dieser Serie sind fast die ältesten unter seinen erhaltenen Architekturaufnahmen. Auch bei der Landesgewerbe-Ausstellung zur Eröffnung des Landesgewerbemuseums Stuttgart 1881 wurden überwiegend seine Porträtaufnahmen ausgestellt. Seine Architekturaufnahmen wurden jedoch in Lose-Blätter-Alben vertrieben. Ein Album Ansichten von Stuttgart und Umgebung von 1870 mit seinen Aufnahmen wurde von Adolf Schlegel im Königsbau vertrieben. Es entstand auch eine Mappe mit seinen Bildern, die vor allem zu Dokumentationszwecken von Egle zusammengestellt wurde: Photographische Ansichten von öffentlichen Gebäuden, Wohnhäusern und Villen in Stuttgart und Umgebung (1876).

### Die späten Jahre
1870 ließ sich Brandseph von seiner ersten Frau scheiden und 1871 heiratete er Elisabeth Schuler.
Brandseph wusste die Gunst der Stunde zu nutzen: Bereits Ende April 1871 wurden seine „künstlerisch arrangirten Tableaux“  angeboten, worauf „sämtliche im letzten Feldzug gefallenen württembergischen Offiziere“ zusammengestellt waren, was „auf den Beschauer den tiefsten Eindruck“ machte.
Sein Atelier wurde kontinuierlich weiter vergrößert und modernisiert. So stellte Brandseph am 4. November 1871 den Antrag, das Hauptgebäude um ein Stockwerk zu erhöhen und mit einer Plattform bedecken zu dürfen, was auch genehmigt wurde. Nach diesem großen Umbau erfolgte im Oktober 1873 ein überdachter Verbindungsgang zwischen dem Vorder- und dem Hinterhaus. Um Großvergrößerungen anfertigen zu können, schaffte sich Brandseph ein lichtstarkes Sonnenvergrößerungsgerät an. Dafür musste eine neue Dunkelkammer entstehen, deren Bau im Mai 1874 genehmigt wurde.
Vom 1. Oktober 1874 bis 8. Juni 1875 trat Brandseph sein Geschäft an den Kaufmann Rudolf Keller ab. In dieser Zeit firmierte das Atelier unter „F. Brandseph Photogr. Anstalt R. Keller Stuttgart Marienstraße 36“. Zu dieser Zeit hielt sich Brandseph – mindestens zeitweise – im Ausland auf, wie die von ihm in England gemachten Aufnahmen im Visitformat belegen. Vom 23. Februar 1876 bis 1. September 1877 war Brandseph Mitglied der künstlerischen Vereinigung „Bergwerk“, deren Schwerpunkt jedoch mehr auf Geselligkeit lag. 1880 wurde Friedrich Brandseph zum „Hof-Photographen“ ernannt.
1883/84 übergab Friedrich Brandseph das Geschäft seinem Sohn Hermann, der es bis zu seinem frühen Tod 1907 führte. Der Vater, der den Sohn überlebte, war seit der Geschäftsübergabe nicht mehr als Fotograf tätig und lebte in Kennenburg bei Esslingen. Das Atelier übernahm 1907 Paul Mutzig und führte es unter dem Namen „Hofphotograph Hermann Brandseph Nachfolger“ weiter.

## Werke (Auswahl)

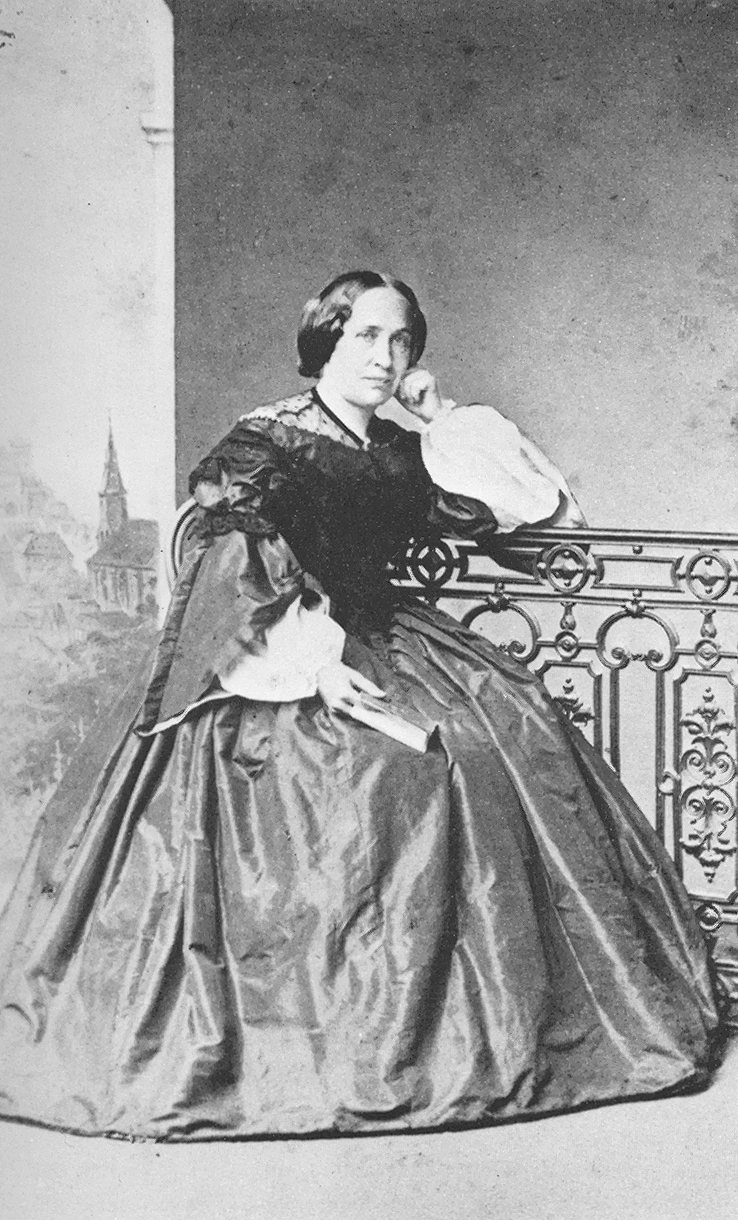
Mathilde Weber (um 1860)
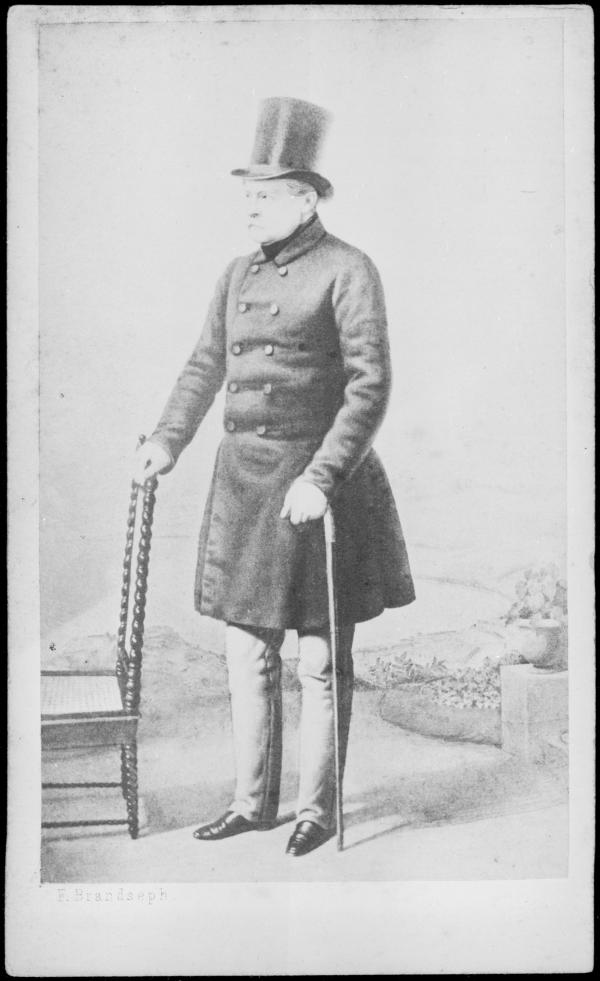
König Wilhelm I. von Württemberg (1861)
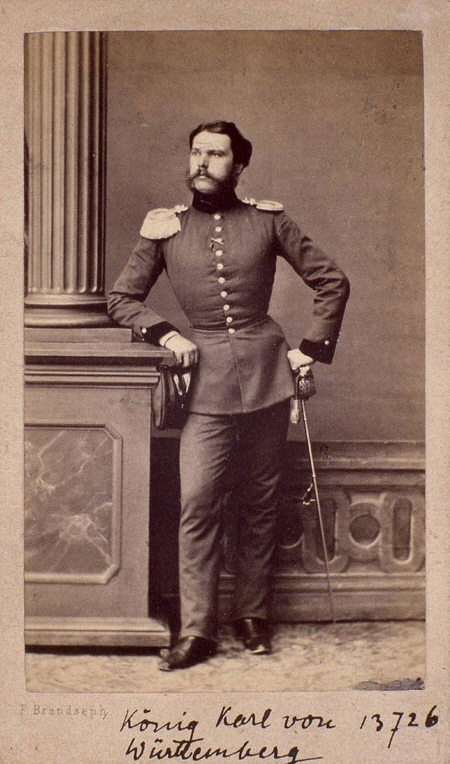
König Karl I. von Württemberg
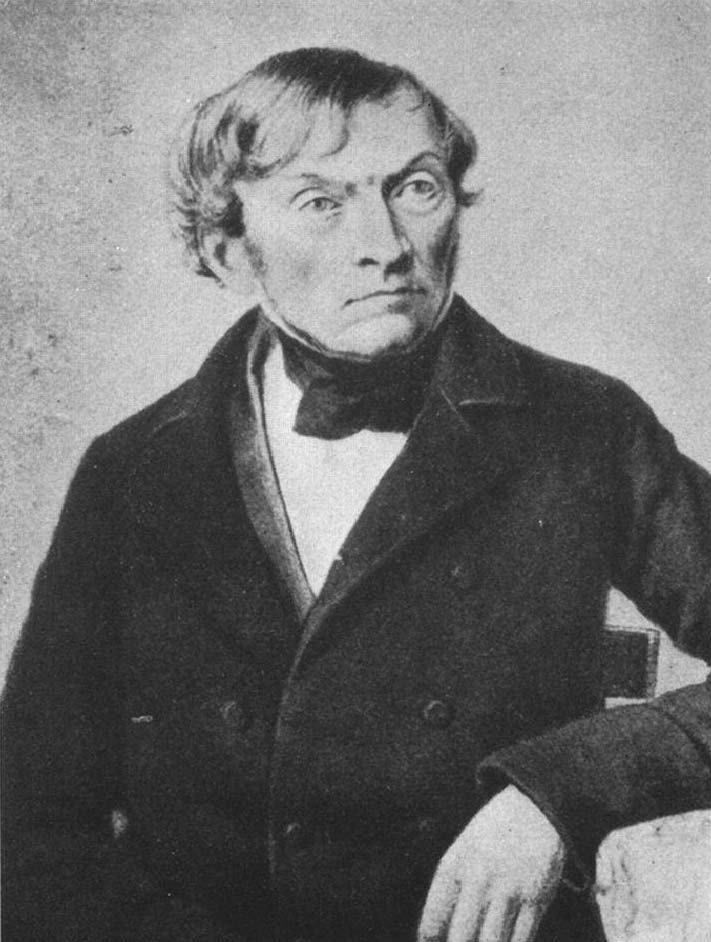
Karl Mayer (vor 1871)
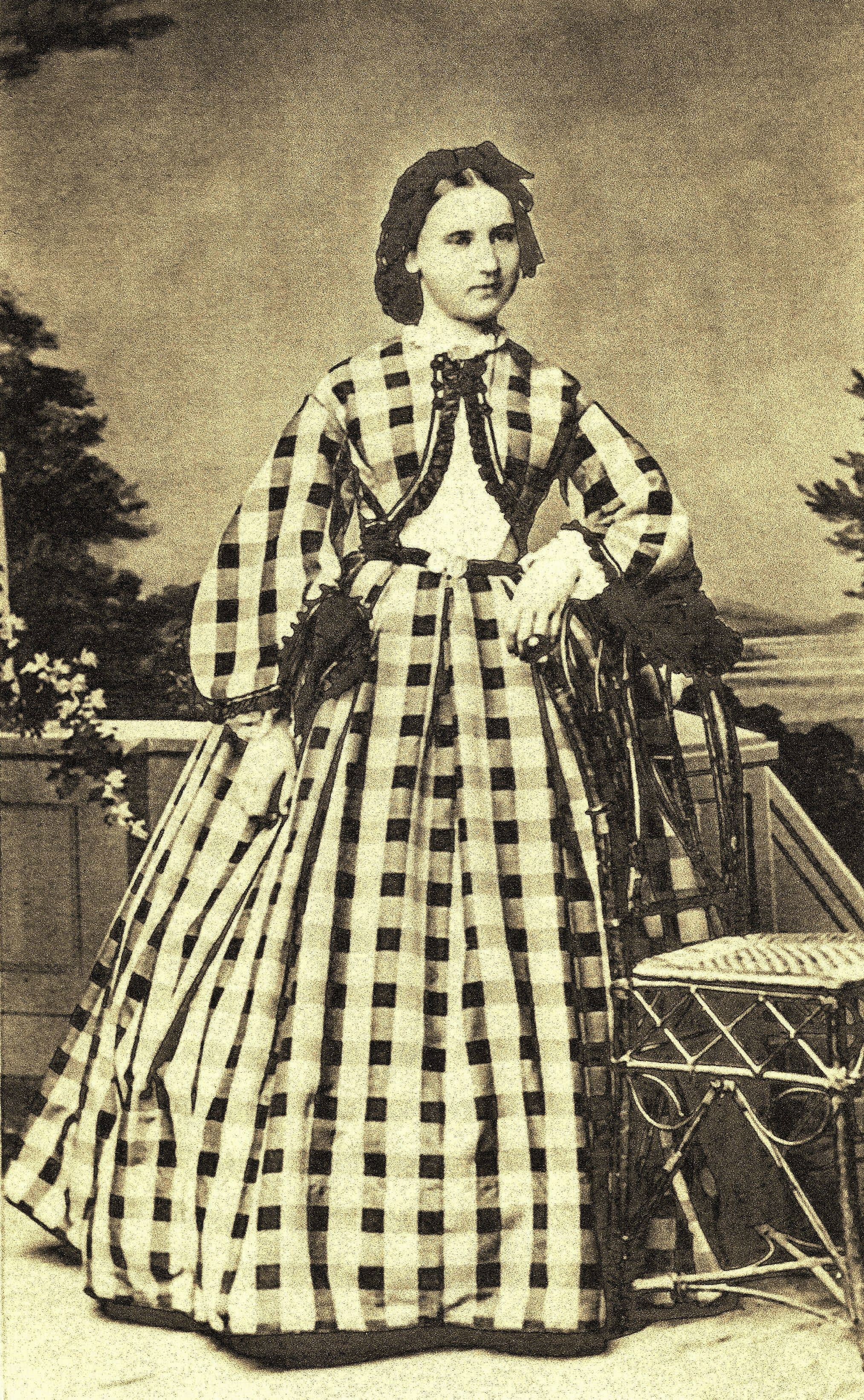
Sophie Friederike Haug (1862)
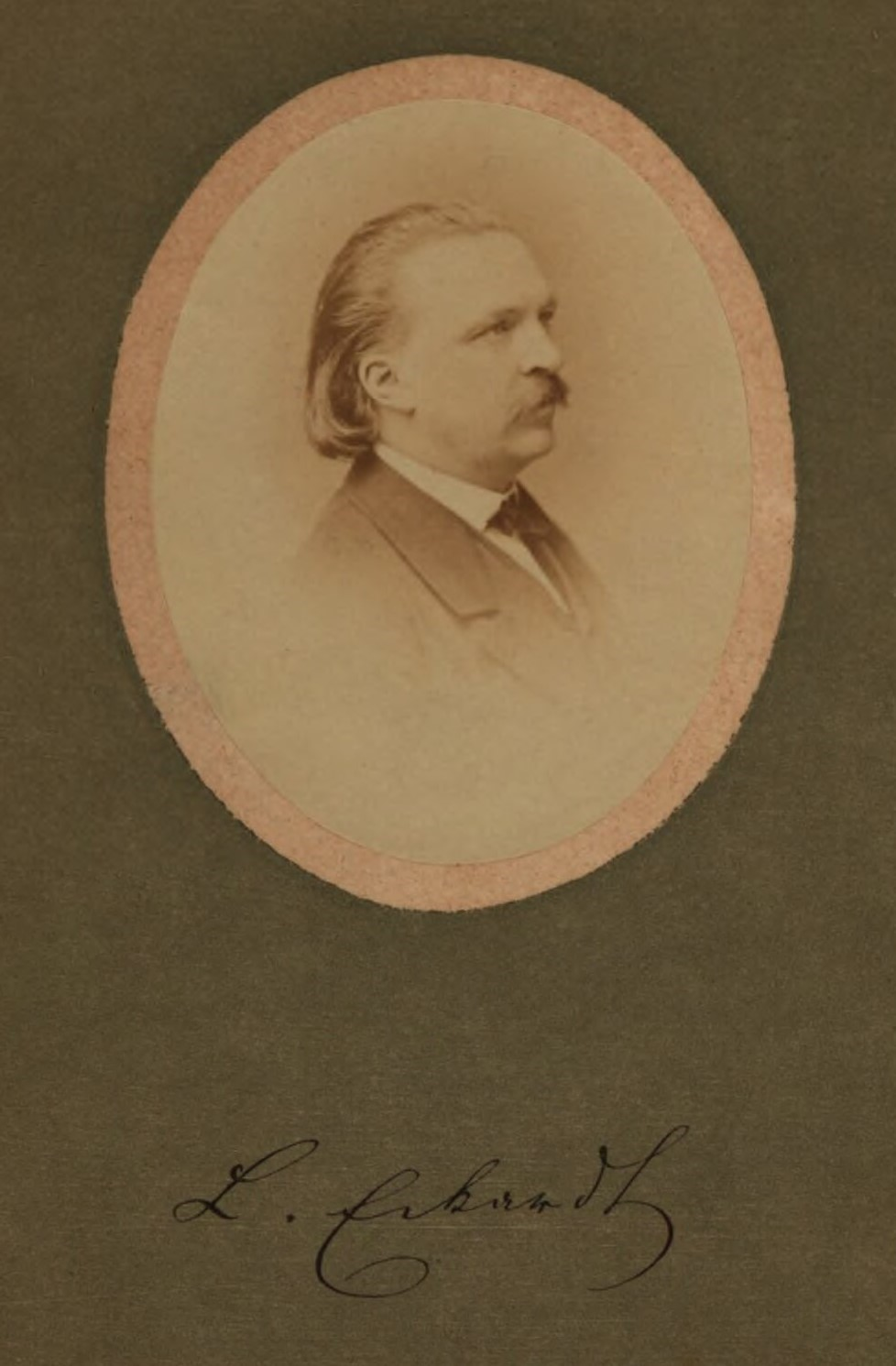
Ludwig Eckardt 1868

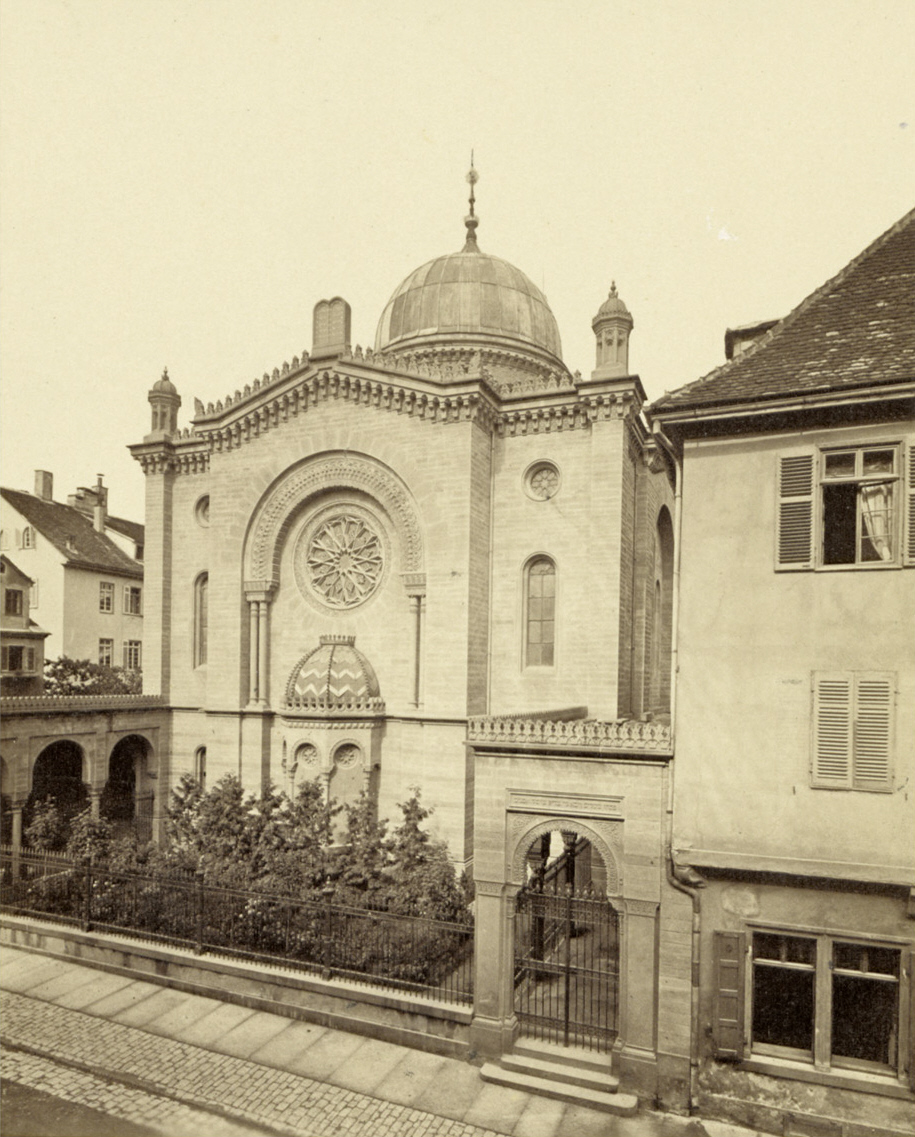
Synagoge Hospitalstraße (Albuminpapier, 1861)
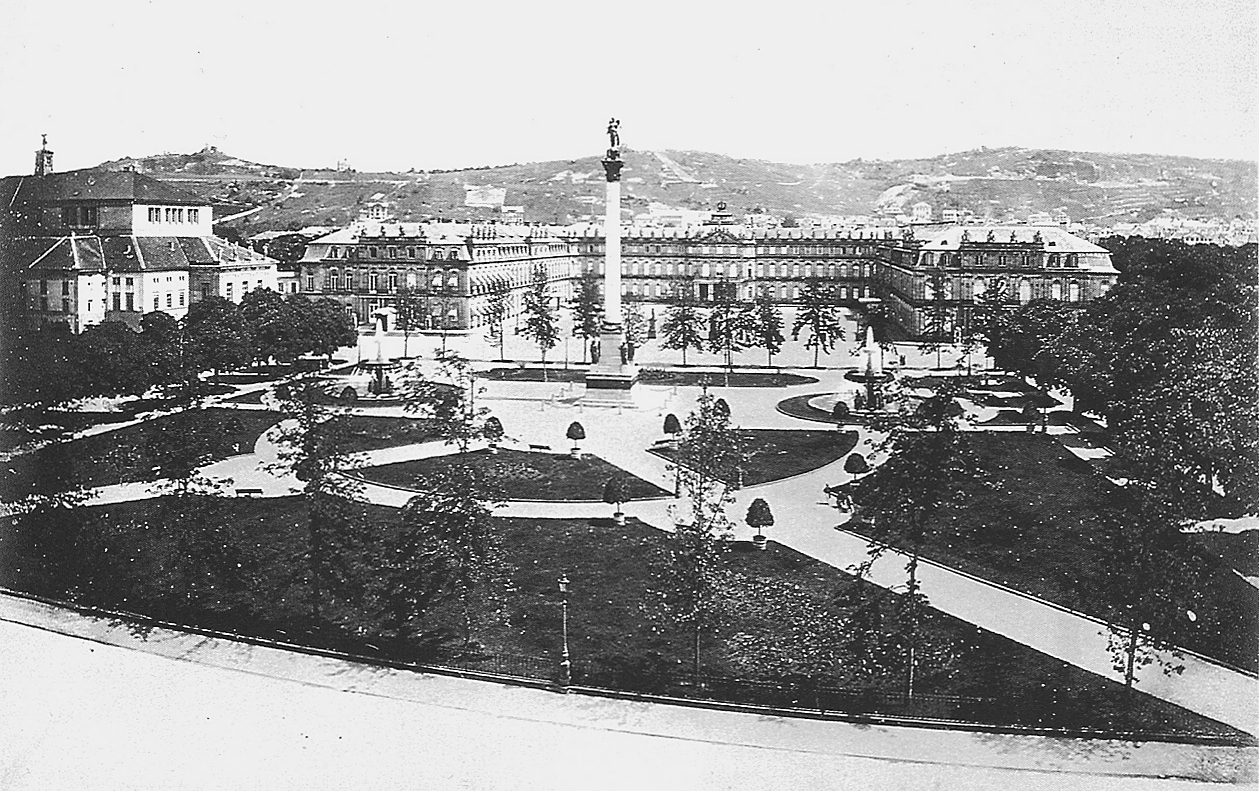
Stuttgart Schloßplatz (Albuminpapier, 1864)
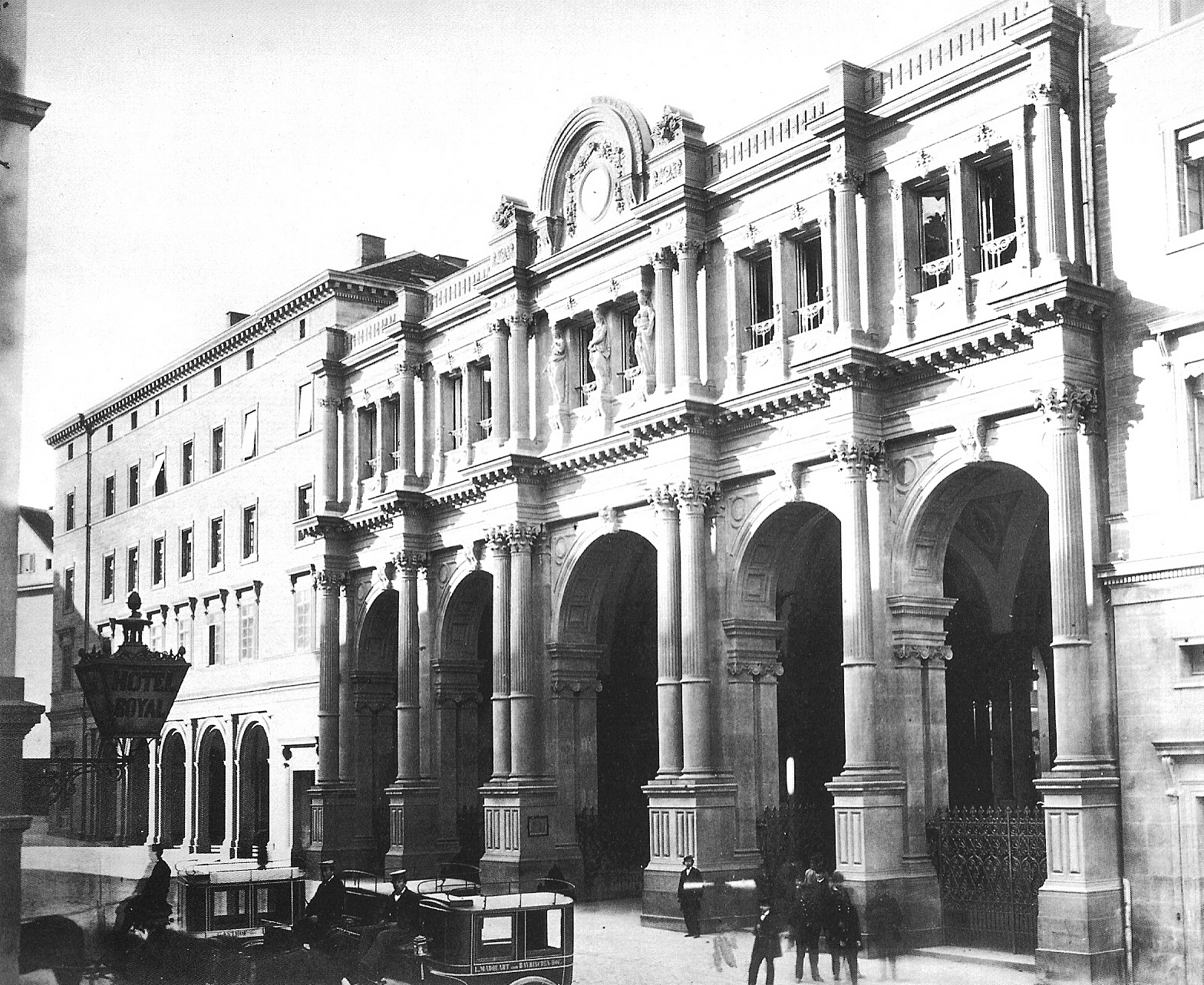
Bahnhof Schloßstraße in Stuttgart, Fassade (Albuminpapier, um 1870)
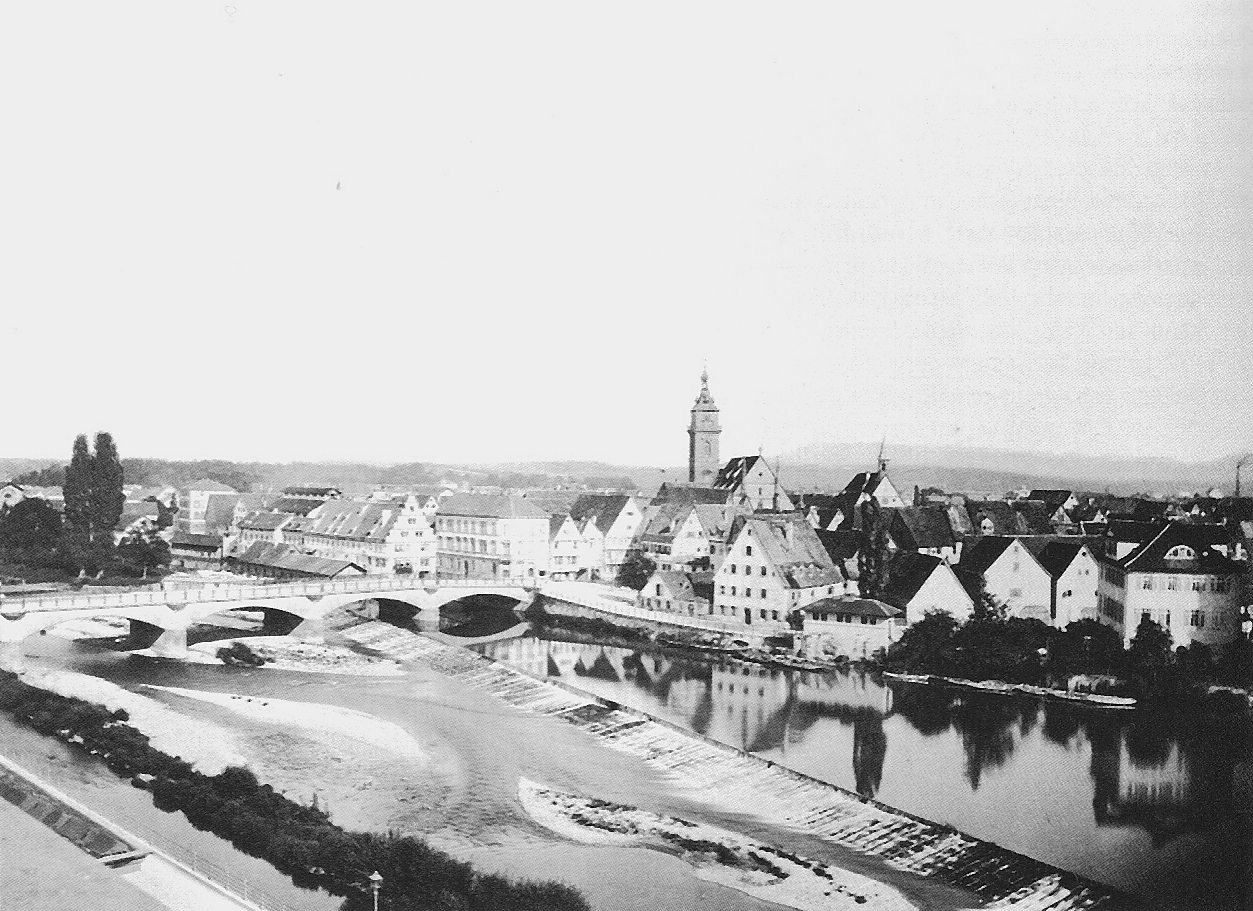
Cannstatt von der Wilhelma aus (Albuminpapier, um 1870)
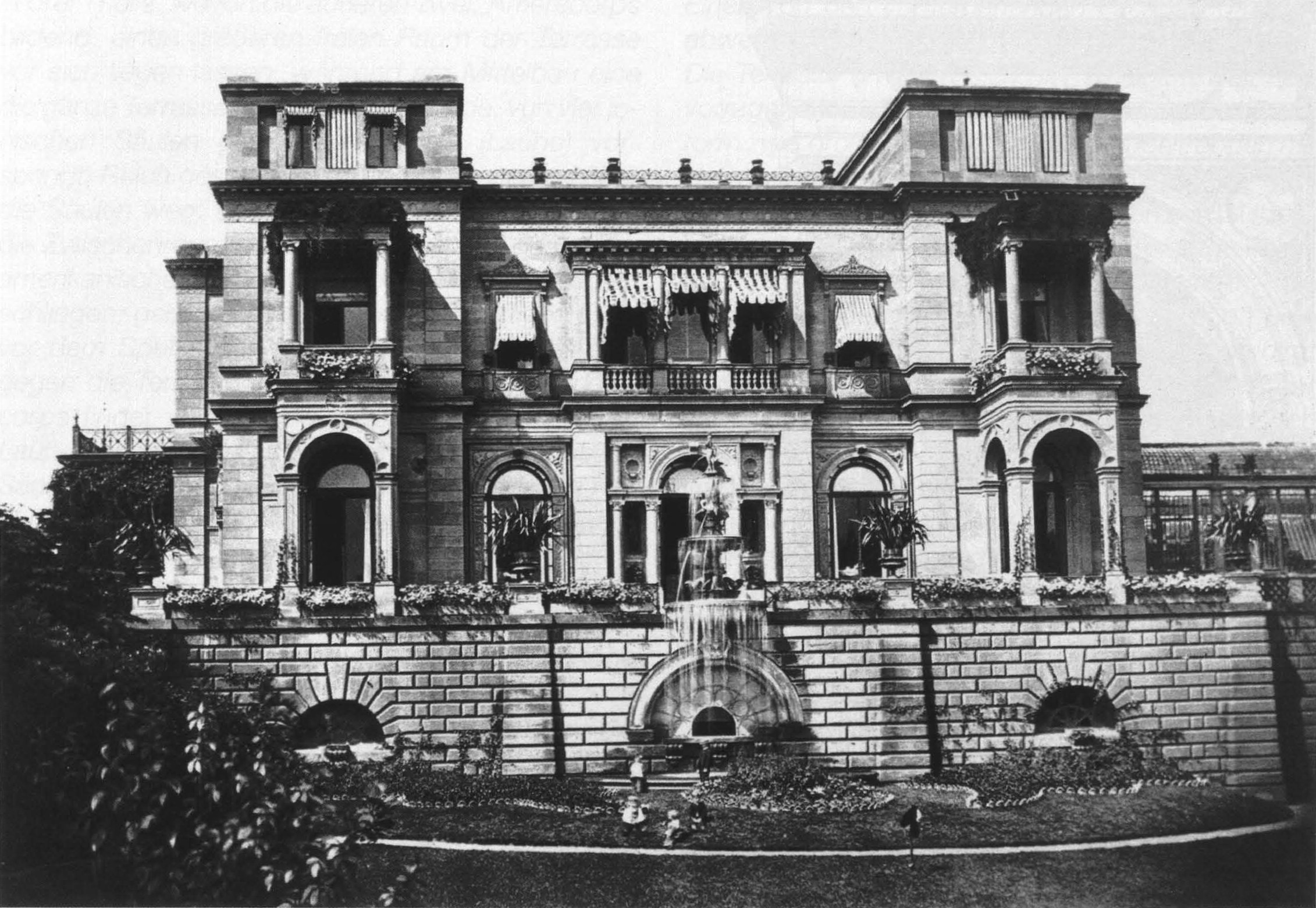
Villa Berg, Ostfassade mit Nymphenbrunnen von Albert Güldenstein (Albuminpapier, 1870)

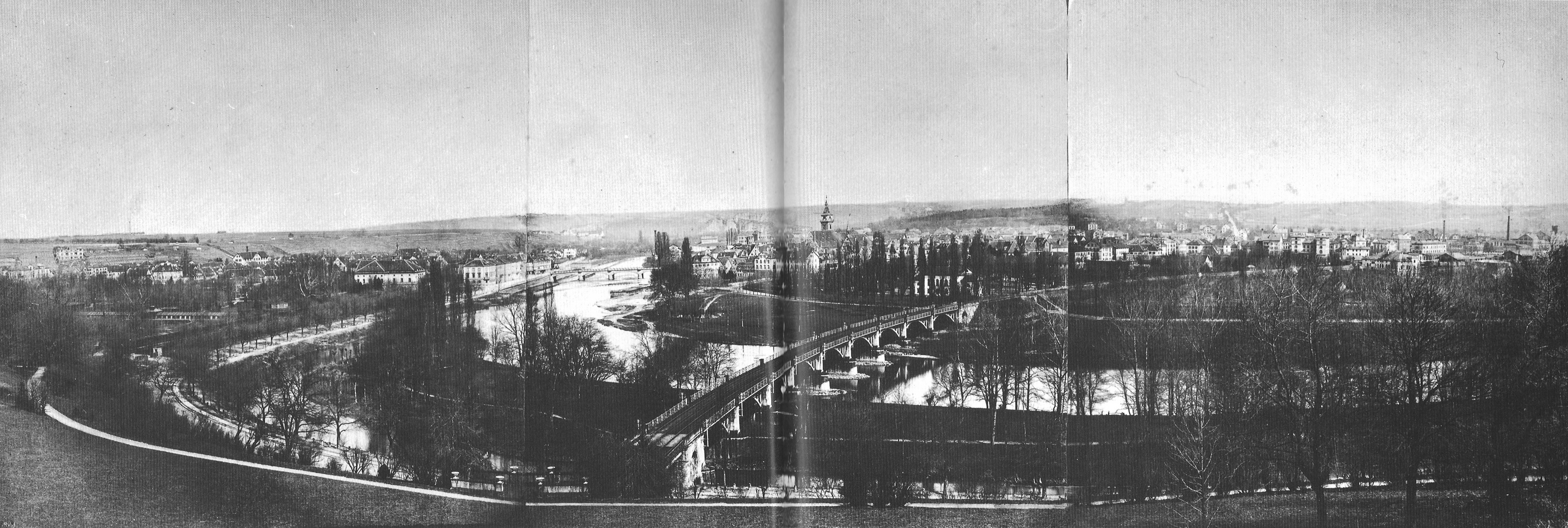
Panorama von Cannstatt (Albuminpapier, um 1869)